# Corrida dans l'arène divisée
Pour les articles homonymes, voir Arène divisée.
Corrida dans l'arène divisée est une huile sur toile attribuée à Francisco de Goya de 98,4 × 126,3 cm conservée au Metropolitan Museum of Art sous le nom de Bullfight in a divided ring. Elle est considérée comme la plus grande des œuvres tauromachiques de Goya. Elle est datée selon les sources en 1810 ou en 1812.
L'artiste s'est inspiré de cette toile pour créer L'Arène divisée, quatrième  lithographie de la série  Les Taureaux de Bordeaux .
Elle correspond à la « seconde période taurine du peintre », qui va de 1810 à 1815 et qui comprend notamment la suite de gravures La Tauromaquia  et Corrida dans un village.

## Contexte
Dans sa jeunesse, Goya avoue avoir été lui-même un « sacripant qui courait le taureau » avec d'autres jeunes gens. Il fréquentait alors le monde de la tauromachie considéré  comme « le refuge de la canaille où vauriens, ruffians et aventuriers sont à l'aise. »   Il s'est d'ailleurs représenté lui-même en toréador dans la l'huile sur toile La Novillada (1779-1780) où il apparaît grand vigoureux et bien découplé.
Quelques années plus tard, il s'aperçoit que les peintres doivent fréquenter la haute société, où il se sentira longtemps mal à l'aise. Mais il devient assez vite peintre reconnu grâce aux commandes de la cour. Et grâce à son talent, il entre dans un milieu social de qualité exceptionnelle, bien différent de celui des courtisans : celui sont des penseurs, économistes, littérateurs, des illustrados. Goya ne traite alors de tauromachie que pour des portraits de toreros  dont : Portrait de Pedro Romero. Il est désormais peintre de cour.
Lorsque Goya revient à la tauromachie, les circonstances sont bien différentes de l'époque de la Novillada. L'Espagne est divisée par la guerre d'indépendance espagnole, qui s'accompagne d'une guerre civile entre guérilleros défenseurs du territoire espagnol, et afrancesados souhaitant que les français fasse tomber le régime féodal espagnol. « Les yeux remplis des désastres de la guerre », le peintre qui a des amis dans les deux camps va peindre deux toiles extraordinaires : la Corrida dans l'arène divisée (1810) et la Corrida dans un village (1812). La  corrida, qui avait été interdite, vient d'être autorisée à nouveau par Joseph Bonaparte depuis 1808,  pour apaiser peut-être les tensions.

## La Corrida dans l'arène divisée
Cette toile est à rapprocher d'une autre œuvre taurine, plus petite : Corrida dans un village peinte sur bois en 1814.. Elles ont le même style . Dans les deux tableaux, le peintre reproduit le mouvement de la même façon. Dans l'arène divisée, le picador attend la charge du taureau d'un côté, de l'autre deux toreros se préparent à donner la mort. Dans la corrida dans un village, tout est concentré sur le picador. « Mais il y a en commun cette foule, ces toreros de fortune, ces picadors qui ne sont certainement pas professionnels et qui, à l'occasion pourraient former un groupe de guérilleros irréguliers, caractéristiques de la lutte dans toute l'Espagne d'alors. »
Cette atmosphère goyesque, Ramón Gómez de la Serna semble l'avoir captée lorsqu'il décrit « les arènes de Goya (...) remplies de cette foule active, désespérée, violente, excitée, impie, comme dans une révolution qui caractérise les capeas. » Il décrit aussi les taureaux des deux tableaux de la même manière : « Goya a stylisé l'animal ; il lui a donné grâce, finesse, il a dessiné les cornes comme une parfaite demi-lune, et il représente des taureaux tendus, au cou nerveux, aux courbes sveltes et élancées. » Tandis que le peuple est en ébullition, on perçoit sa transformation dans les gradins qui n'ont plus rien à voir avec les gradins de l'ancien régime, ceux de la série de douze petits tableaux sur fer étamé de la série dite de La Torrecilla dont La Pose des banderilles fait partie. « La foule est cette masse pressée de se jeter dans l'arène populaire parce que d'une certaine manière le sang est dans l'air, les barrages sont rompus, le peuple est devenu un fleuve en crue qui ne sait plus où courir. »
Une hypothèse de Julian Gallego, au sujet des deux tableaux, est que Goya s'est représenté lui-même dans la foule. Il est avec un pardessus et un chapeau plat dans la Corrida dans un village au tout premier plan, et  avec un peu plus de recul, dans Corrida dans l'arène divisée sur la gauche du tableau, au premier rang de la plaza, debout, toujours avec un chapeau plat et un pardessus dans.

## Réception du tableau
Actuellement conservé au Metropolitan Museum of Art où il est présenté comme « attribué à », il était encore, en 1986, considéré comme une grande œuvre de Goya par Jeanine Baticle, de même en 1988 par Alvaro Martinez-Novillo, et en 2003, par Robert Bérard qui le datait plutôt en 1812, c'est-à-dire à la même année que la Corrida dans un village avec laquelle l'arène divisée a tant de similitudes.
Sur la question des attributions et désattributions des tableaux de Goya à Goya, le musée américain rappelle qu'à partir du milieu du XIXe siècle, un très grand nombre de copies de corridas ont été effectuées « à la manière de Goya », mais la notice  de "Bullfight in a divided ring" précise : « The richness of the composition however, and the brilliant handling of the foreground crowd are worthy of Goya himself. (La richesse de la composition et  le brillant traité de la foule à l'arrière plan sont dignes de Goya lui-même). »
Ce commentaire rejoint l'opinion de Philippe Dagen exprimée dans un article du Monde du 2 avril 1996, à l'occasion d'une rétrospective Goya au Musée du Prado pour les deux cent cinquante ans de la naissance du peintre.
« L'habitude est établie : chaque fois qu'une rétrospective s'annonce, il se trouve des experts (reconnus ou autoproclamés) pour mettre en cause l'authenticité de certaines œuvres de l'artiste. Ainsi s'organise une polémique de quelques jours, rapportée par les journaux, envenimée par quelques jalousies professionnelles. (...) Le problème du nom ne doit pas devenir le fétichisme du nom et de la signature. Combien d œuvres du Moyen Âge demeureront anonymes sans rien perdre de leur force? (...) Un beau Goya cesserait-il d'être beau s'il cessait, irréfutablement, d'être un Goya? - Philippe Dagen- 3 avril 1996 - ».
La toile en question est reproduite sur une double page de l'ouvrage d'Alvaro Martinez-Novillo. Elle n'est citée nulle part dans le catalogue 1996 du Prado, célébrant l'anniversaire des 250 ans de la naissance de Goya.